# 2625 Jack London
A 2625 Jack London (ideiglenes jelöléssel 1976 JQ2) a Naprendszer kisbolygóövében található aszteroida. Nyikolaj Sztyepanovics Csernih fedezte fel 1976. május 2-án.